# E.ON Bioerdgas
Die E.ON Bioerdgas GmbH ist ein deutsches Unternehmen.

## Produktions-Anlagen

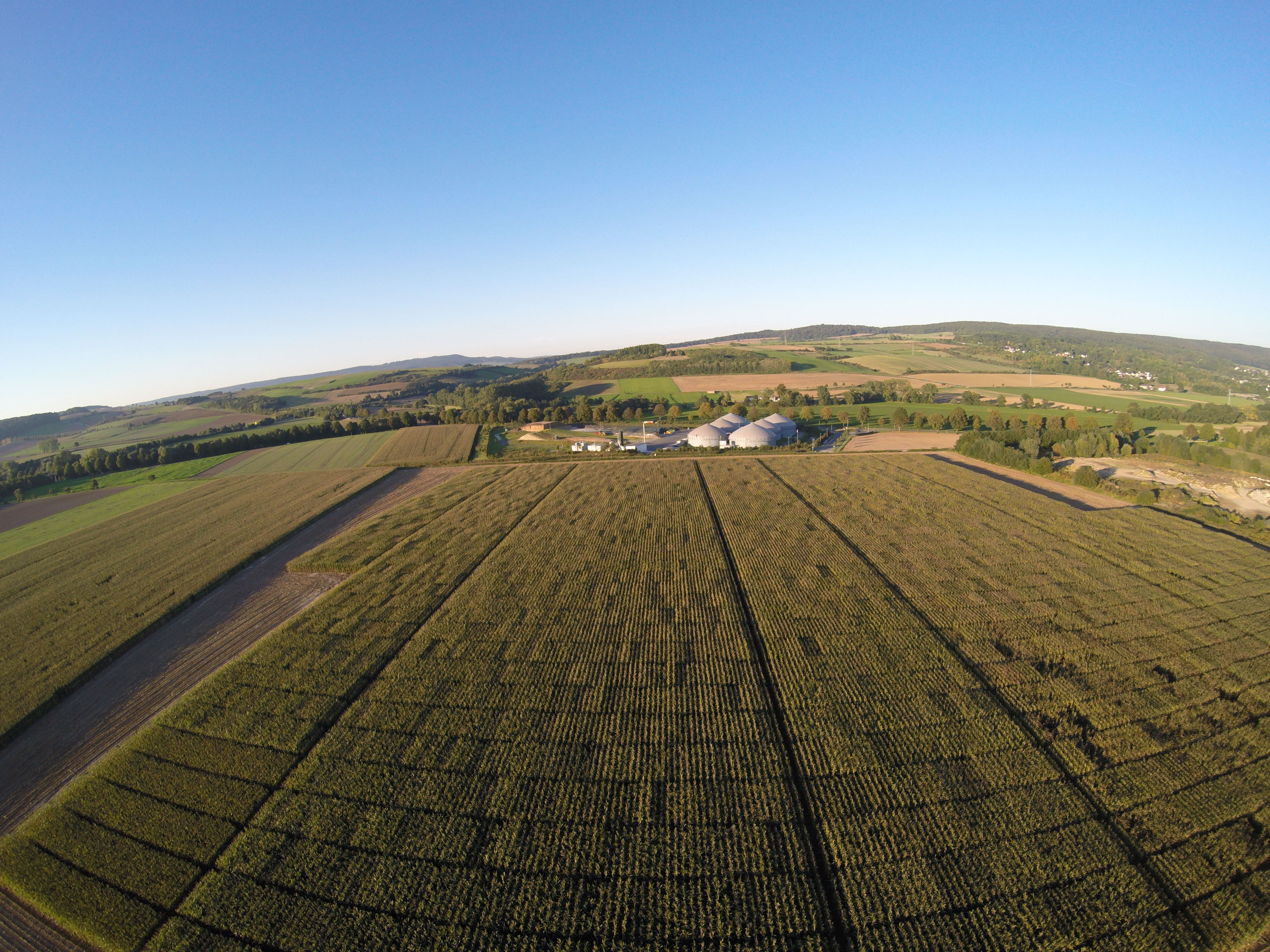
Produktions-Anlage Einbeck

Produktionsanlagen bestehen nach eigenen Angaben in Aiterhofen, Einbeck, Schwandorf, Merzig und Hallertau.
Bei den Anlagen in Schwandorf, Merzig und Hallertau ist die E.ON Bioerdgas GmbH als Mehrheitsgesellschafter beteiligt.

## Geschichte
Das Unternehmen wurde am 14. Februar 2007 gegründet.
E.ON Bioerdgas ist seit 2007 als Eigentümer, Gesellschafter und Betreiber von Biomethan-Einspeiseanlagen aktiv. Die Gesellschaft ist einer der größten Bio-Erdgas-Händler in Deutschland.
2019 wurden die Biomethan-Handelsaktivitäten der Wingas übernommen.

## Auszeichnungen
2008 wurde die Bioerdgas Schwandorf GmbH von der Deutschen Energie-Agentur mit dem Sonderpreis für industrielle Anlagentechnik und moderne Anbaukonzepte ausgezeichnet. Die Bioerdgasanlage Schwandorf war mit einer Einspeiseanlage von 1.000 m³/h in 2008 die größte Einspeiseanlage Europas.
2012 wurde die Bioerdgas Hallertau GmbH von der dena (Deutsche Energie-Agentur) mit dem „Biogaspartner Innovationspreis 2012“ für den erstmaligen Einsatz von Hopfenresten zur Bioerdgaserzeugung ausgezeichnet. Die Bioerdgasanlage im weltweit größten Hopfenanbaugebiet verarbeitet jährlich 72.000 Tonnen Hopfenreste zu Bioerdgas, die vor dem Bierbrauen als Abfallprodukt entstehen.
Auch die E.ON Bioerdgas selbst wurde mit Preisen ausgezeichnet.